# حسين مجيد العطية
حسين مجيد العطية هو كاتب ومترجم عراقي من مواليد البصرة عام 1950م ، حاصل على ماجستير أدب إنجليزي من جامعة مومباي. عمل استاذاً مساعدا للادب الإنجليزي في كلية الآداب جامعة البصرة، وعمل استاذا في المعهد اعالي لإعداد المدربين في مصراته بليبيا.

## من مؤلفاته
- «شاعر في نيويورك»
- «لوركا» (ترجمة).
- «رامبوا: الشاعر والانسان» (ترجمة).
- «لوركا وفن الغناء الانداسي العميق» (ترجمة).
- وله عدد كبير من الأبحاث البحوث المنشورة في مجلات علمية باللغتين العربية والإنجليزية.